# Louftémont
Louftémont is een dorpje in de gemeente Léglise in de Belgische Provincie Luxemburg. Tot de gemeentelijke herindeling van 1977 viel de plaats onder de gemeente Anlier, dat een deelgemeente werd van Habay.
De parochie Louftémont is toegewijd aan Sint-Jozef en werd in 1900 opgericht na afscheiding van de parochie Anlier. De parochiekerk dateert van 1901.
Deelgemeenten: Assenois · Ébly · Léglise · Mellier · Witry

Overige dorpen: Behême · Bernimont · Bombois · Burnaimont · Chêne · Chevaudos · Gennevaux · Habaru · Lavaux · Les Fossés · Louftémont · Maisoncelle · Narcimont · Naleumont · Nivelet · Rancimont · Thibessart · Traimont · Vaux-lez-Chêne · Vlessart · Volaiville · Winville · Witimont

Belgische gemeenten · Arrondissement Neufchâteau · Luxemburg · Wallonië